# Battaglia di Nola (214 a.C.)
La terza battaglia di Nola venne combattuta nel 214 a.C. fra l'esercito cartaginese e quello romano, condotto dal console romano, Marco Claudio Marcello. Fu il terzo ed ultimo tentativo di occupare la città campana da parte del condottiero cartaginese, che si concluse anch'esso a favore dei Romani. Esso rappresentò un nuovo successo contro l'esercito di Annibale, dando ai Romani una nuova speranza per l'esito finale della guerra.

## Contesto storico
Dopo la schiacciante vittoria a Canne (216 a.C.), Annibale raggiunse i primi importanti risultati politico-strategici. Alcuni centri cominciarono a abbandonare i Romani, come Campani, Atellani, Calatini, parte dell'Apulia, i Sanniti (ad esclusione dei Pentri), tutti i Bruzi, i Lucani, gli Uzentini e quasi tutto il litorale greco, i Tarentini, quelli di Metaponto, di Crotone, di Locri e tutti i Galli cisalpini, e poi Compsa, insieme agli Irpini. Annibale, con il grosso dell'esercito, si diresse in Campania dove riuscì ad ottenere dopo una serie di trattative la defezione di Capua che a quell'epoca era ancora, per importanza, la seconda città della penisola, dopo Roma.
Dopo aver ottenuto l'alleanza della seconda città più popolosa della penisola italica, dopo Roma, riprese le operazioni in Campania, tentando invano di conquistare Nola, con la speranza che anche questa città si arrendesse senza far ricorso alle armi. Fu solo l'arrivo dell'esercito del pretore Marco Claudio Marcello a far cambiare i piani di Annibale, il quale abbandonò Nola e si diresse su Nuceria, che fu saccheggiata e data elle fiamme. Il condottiero cartaginese, ci riprovò anche l'anno successivo (215 a.C.), ma anche questo secondo tentativo si dimostrò fallimentare.

### Casus belli

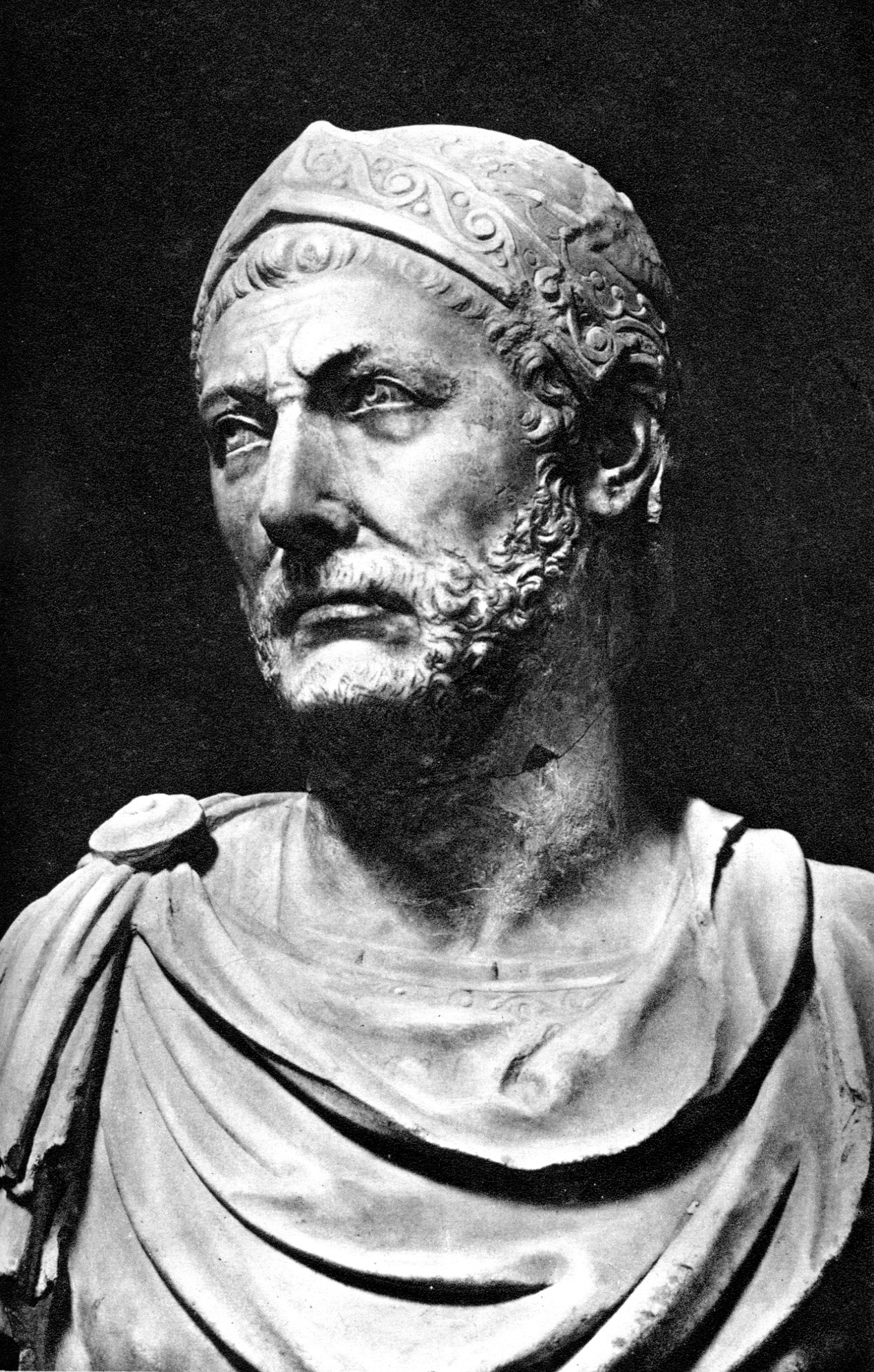
Busto di Annibale (Museo Archeologico Nazionale di Napoli), uno dei maggiori strateghi della storia antica

Condotte a termine le cerimonie propiziatorie, i nuovi consoli del 214 a.C., Quinto Fabio Massimo Verrucoso e Marco Claudio Marcello, relazionarono il Senato sulla situazione della guerra, sulla consistenza delle forze militari e sulla dislocazione delle truppe. Alla fine venne decretato di condurre la guerra con 18 legioni complessive, arruolandone 6 nuove. In seguito a questi preparativi, gli abitanti di Capua, presi dalla paura, inviarono ambasciatori ad Annibale per pregarlo di tornare presso la loro città. Il condottiero cartaginese pensò che fosse il caso di affrettarsi, affinché i Romani non ne prevenissero le mosse e, partito da Arpi, pose il campo sopra la città sul Monte Tifata nei vecchi alloggiamenti. Qui vennero lasciati i Numidi e gli Ispanici a difesa degli accampamenti e della città, mentre con il resto dell'esercito Annibale si diresse al lago d'Averno, col pretesto di farvi un sacrificio. In realtà egli aveva in mente di attaccare il presidio romano di Puteoli.
Fabio, quando venne a sapere che Annibale era partito da Arpi e tornava in Campania, marciò notte e giorno e si ricongiunse al suo esercito. Inviò quindi un dispaccio a Tiberio Gracco, perché muovesse le truppe da Luceria a Beneventum, ed al figlio, il pretore Quinto Fabio, ordinò di partire per l'Apulia e sostituirvi Gracco. Contemporaneamente tutti i pretori partirono per le destinazioni concordate con decreto del senato.
E mentre Annibale si trovava presso il lago d'Averno, vennero dallo stesso alcuni giovani che lo implorarono di recarsi a Taranto per liberare la città dai Romani. Il condottiero cartaginese, dopo averli elogiati e promesso loro che sarebbe intervenuto al momento opportuno, li invitò a tornare a casa per permettere l'attuazione del piano. Egli sapeva che quell'antica colonia greca, non solo era ricca e nobile, ma era posta sul mare, pronta a ricevere l'armata macedone del suo alleato, Filippo V, una volta che avesse deciso di attraversare l'Adriatico e portare la guerra ai Romani in Italia, considerando che Brundisium era in mano al nemico. Compiuto il sacrificio per il quale era venuto, saccheggiò il territorio di Cuma fino a capo Miseno e poi si diresse su Puteoli, pronto ad assalire la guarnigione romana. Erano di presidio alla cittadina 6 000 armati. Era posta in una località sicura non solo per la posizione naturale ma anche per le opere di difesa. Qui Annibale si trattenne per tre giorni, cercando di assalirla da ogni parte. Perduta poi ogni speranza di occuparla, si avviò a devastare le terre intorno a Neapolis, spinto dalla collera per il mancato successo.
All'arrivo nel vicino territorio, la plebe di Nola si ribellò, da tempo ostile ai Romani e al proprio Senato. Mandarono quindi ambasciatori ad Annibale, per chiedergli di dirigersi verso la città che si sarebbe certamente arresa a lui. Il console Marcello venne contemporaneamente informato dall'aristocrazia nolana, contraria alla fazione pro-Cartagine, affinché prevenisse i piani del condottiero cartaginese. Marcello allora, in un sol giorno, da Cales giunse a Suessula, dopo una breve esitazione nell'attraversare il Volturno. La notte successiva fece entrare a Nola 6 000 fanti e 300 cavalieri, a difesa del senato, affrettandosi ad occupare la città.
Annibale dopo aver saccheggiato il territorio attorno a Neapolis si diresse su Nola. Marcello venutolo a sapere, mandò a chiamare il propretore Marco Pomponio Matone che si trovava con le sue truppe presso Suessula e si preparò ad andare contro il nemico cartaginese senza esitazioni.

## Battaglia

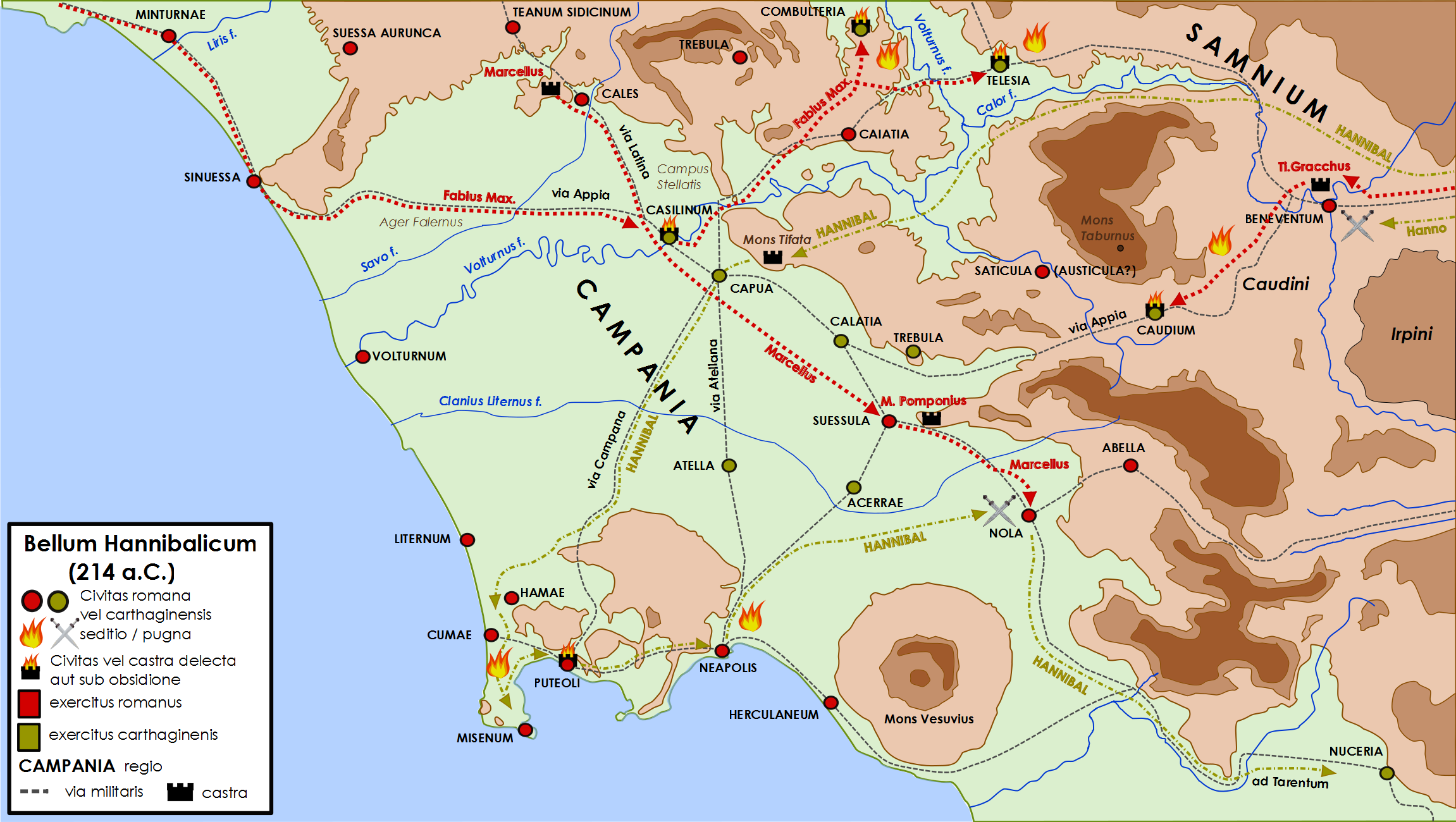
Campagna di Annibale in Campania 214 a.C.

Nel silenzio della notte, Marcello inviò fuori dalla porta più lontana dal nemico, Gaio Claudio Nerone col nerbo della cavalleria e gli ordinò di aggirare i Cartaginesi, seguendone le schiere di nascosto e senza farsi vedere, pronto ad attaccarli da dietro non appena l'armata romana fosse entrata in battaglia. Non sappiamo se Nerone non poté eseguire l'ordine per aver sbagliato strada o per aver perduto tempo. In sua assenza Marcello attaccò il nemico, i Romani prevalsero, ma poiché la cavalleria non sopraggiungeva, il console romano preferì ordinare la ritirata, sconvolgendo il piano tattico originario.
E nonostante Marcello avesse ordinato la ritirata, rimasero sul campo di battaglia più di 2 000 cartaginesi, mentre tra le file romane persero la vita circa 400 uomini.

## Conclusioni
Verso il tramonto Nerone fece ritorno presso gli accampamenti di Marcello, dopo aver stancato inutilmente cavalli e uomini, senza essersi mai imbattuto nel nemico. Fu allora ripreso severamente dal console Marcello, che gli rinfacciò che se non era riuscito ad infliggere al nemico una sconfitta sonora, come i Romani avevano subito a Canne, era colpa del comandante della cavalleria Nerone.
Il giorno seguente i Romani si schierarono nuovamente sul campo di battaglia, Annibale invece, sconfitto di misura il giorno precedente, rimase negli accampamenti. Il terzo giorno nel silenzio della notte, non avendo più speranza di occupare Nola, impresa che aveva fallito per la terza volta, il comandante cartaginese levò il campo e partì alla volta di Taranto, sperando che almeno questa città tradisse i Romani.